# Кошевцова, Мария Акимовна
 Мария Акимовна Кошевцова (1911 — 05.11.1992) — звеньевая колхоза «Красный боец» Тихорецкого района Краснодарского края. Герой Социалистического Труда (16.04.1949).

## Биография
Родилась в 1911 году в станице Новорождественской Кавказского отдела Кубанской области, ныне — Тихорецкого района Краснодарского края, в семье крестьянина. Русская.
Получила начальное образование, работала в сельском хозяйстве, а после его коллективизации в конце 1920-х годов вступила в местный колхоз «Красный боец».
После освобождения района от фашистской оккупации работала звеньевой полеводов по выращиванию зерновых. По итогам работы в 1948 году её звено получило урожай пшеницы 32,4 центнера с гектара на площади 20 гектаров.
Указом Президиума Верховного Совета СССР от 16 апреля 1949 года за получение высоких урожаев пшеницы и табака в 1948 году звеньевой колхоза «Красный боец» Тихорецкого района Краснодарского края Кошевцовой Марии Акимовне присвоено звание Героя Социалистического Труда с вручением ордена Ленина и золотой медали «Серп и Молот».
Проживала с семьей в родной станице Новорождественской,  скончалась 5 ноября 1992 года.

## Награды
- Медаль «Серп и Молот» (16.04.1949);
- Орден Ленина (16.04.1949);
- Медаль «В ознаменование 100-летия со дня рождения Владимира Ильича Ленина» (6 апреля 1970);
- Медаль «За доблестный труд в Великой Отечественной войне 1941—1945 гг.»;
- другие медали;
- почётные грамоты и дипломы.

## Память
- Имя Героя золотыми буквами вписано на мемориальной доске в Краснодаре.